# Мерседес (команда Формули-1)
Mercedes (повна назва — Mercedes AMG Petronas Motorsport; торгова марка — Mercedes-Benz Grand Prix Limited) — німецька команда «Формули-1» і конструктор автомобільного концерну Mercedes-Benz, яка бере участь у Формулі-1 з сезону 2010 року. Восьмикратний володар Кубка конструкторів 2014, 2015, 2016, 2017, 2018, 2019, 2020 та 2021 років.
Концерн Daimler-Benz дебютував у «Формулі-1» в 1954 році і з великим успіхом брав участь в сезонах 1954—1955. Проте після сезону 1955 року компанія покинула серію і, незважаючи на поставку моторів в 1990-х і 2000-х роках, не поверталась до «Формули-1» аж до листопаду 2009 року.
До колишнього пілота Williams Ніко Росберга приєднався семиразовий чемпіон світу Міхаель Шумахер, а Нік Гайдфельд став резервним гонщиком команди. Наприкінці 2012 року Міхаель Шумахер вдруге завершив кар'єру в Формулі 1. А новим напарником Ніко Росберга став один з найкращих пілотів в Королівських гонках, чемпіон 2008 року, Льюїс Хемілтон.

## Історія

### 1954—1955

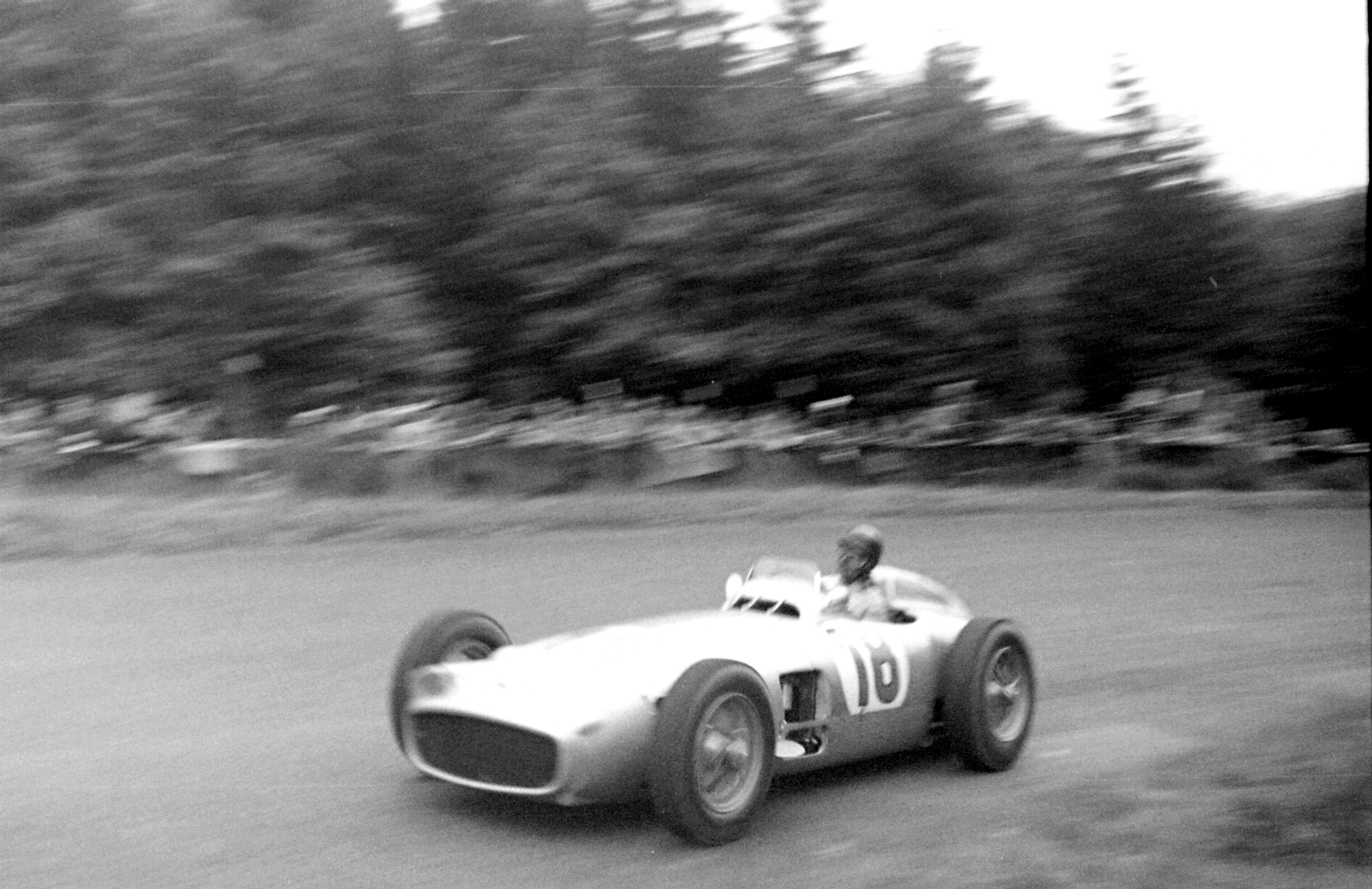
Хуан-Мануель Фанхіо за кермом Mercedes-Benz W196 на Нюрбургринг під час 1954 Німецького Гран-Прі

У 1954 році команда Mercedes-Benz вперше взяла участь у чемпіонаті світу, використовуючи вдосконалені машини Mercedes-Benz W196. Чемпіон світу 1951 Хуан-Мануель Фанхіо в середині сезону перейшов з Maserati в Mercedes-Benz та дебютував на Гран-прі Франції 4 липня 1954. Успіхи не забарилися і в першій же гонці команда фінішувала дублем Фанхіо і Карла Клінга, а Ганс Геррманн зміг встановити швидке коло. Фанхіо здобув ще три перемоги в Німеччині, Швейцарії та Італії і виграв чемпіонат.
Команда продовжила виступати на такому ж високому рівні і в сезоні 1955 року, де використовувалася машина з попереднього сезону. Фанхіо переміг в Аргентині, Бельгії, Нідерландах, а його новий напарник Стірлінг Мосс на Гран-прі Великої Британії. Однак гучні перемоги тривали не довго. 11 червня, на перегонах 24 години Ле-Мана, сталася одна з найстрашніших трагедій в історії автоспорту, яка поклала кінець спортивної діяльності  концерну Daimler-Benz AG. Загибель пілота Mercedes П'єра Левега і 83 глядачів привела до скасування Гран-прі Франції, Німеччини, Іспанії та Швейцарії. Після закінчення сезону концерн згорнув участь в автоперегонах в знак шани до загиблих.

### З 2010 року
Mercedes повернувся в «Формулу-1» в сезоні 2010 року після покупки пакета акцій (75,1 %) команди Brawn GP разом з Aabar Investments. Після купівлі команди, а також спонсорської угоди з Petronas, команда була перейменована в Mercedes GP Petronas Formula One Team. Ніко Росберг був оголошений основним пілотом команди 23 листопада 2009 року, а рівно через місяць семиразовий чемпіон Міхаель Шумахер оголосив про повернення Формулу-1, цього разу з командою Mercedes-Benz. Пілоти Brawn GP покинули команду. Дженсон Баттон уклав контракт із McLaren, а Рубенс Барікелло перейшов в команду Williams. З придбанням Brawn GP нова команда припинила співпрацю з McLaren. 40 % акцій McLaren, що належали корпорації Daimler з січня 2000 року, були продані McLaren Group за 500 мільйонів фунтів стерлінгів.

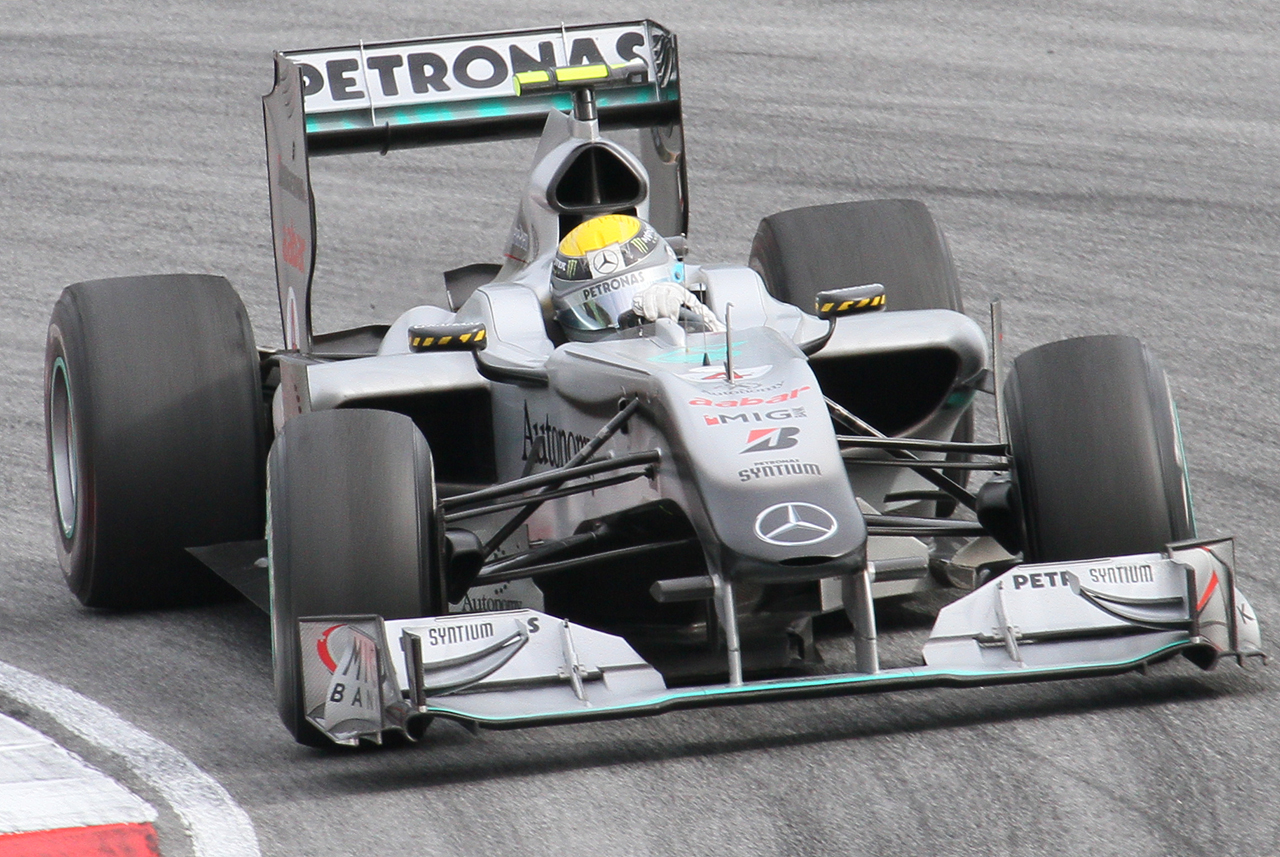
Ніко Росберг здобув для Mercedes перший подіум з 1955 року, під час 2010 Малайзія Гран-Прі.

 Протягом 2010 року команда не була такою ж конкурентоспроможною як Brawn GP раніше та закінчила сезон на четвертому місці слідом за трьома провідними командами Ferrari, McLaren і Red Bull. Найкращий результат показав Росберг, здобувши бронзу на Гран-прі Малайзії, Гран-прі Китаю та Гран-Прі Великої Брита́нії. За підсумками сезону Росберг посів сьоме місце, Шумахера — дев'яте, закінчивши сезон без єдиної перемоги, подіуму чи поул-позиції. Команда посіла четверте місце в Кубку Конструкторів, з 214 очками.
Перед початком 2011 року, Daimler AG  і Aabar придбала решту 24,9 % акцій Brawn GP. На Гран-прі Австралії Шумахер і Росберг зійшли у зв'язку з пошкодженням на колах 19 і 22, відповідно. На Гран-прі Малайзії, Росберг кваліфікувався на дев'яти позиції, а Шумахер здобув одинадцяту позицію, не пройшовши у третій сегмент кваліфікації. Незважаючи на це Шумахер набрав для Мерседес перші очки в сезоні фінішувавши на дев'ятому місці, а Росберг фінішував дванадцятим. На Гран-прі Китаю Росберг закінчив гонку п'ятим, а також під час гонки провів чотирнадцять кіл на першому місці, а Шумахер закінчив гонку на восьмому. У Туреччині Росберг здобув п'яте місце, а в Гран-прі Іспанії Шумахер фінішував шостим, випередивши Росберга.

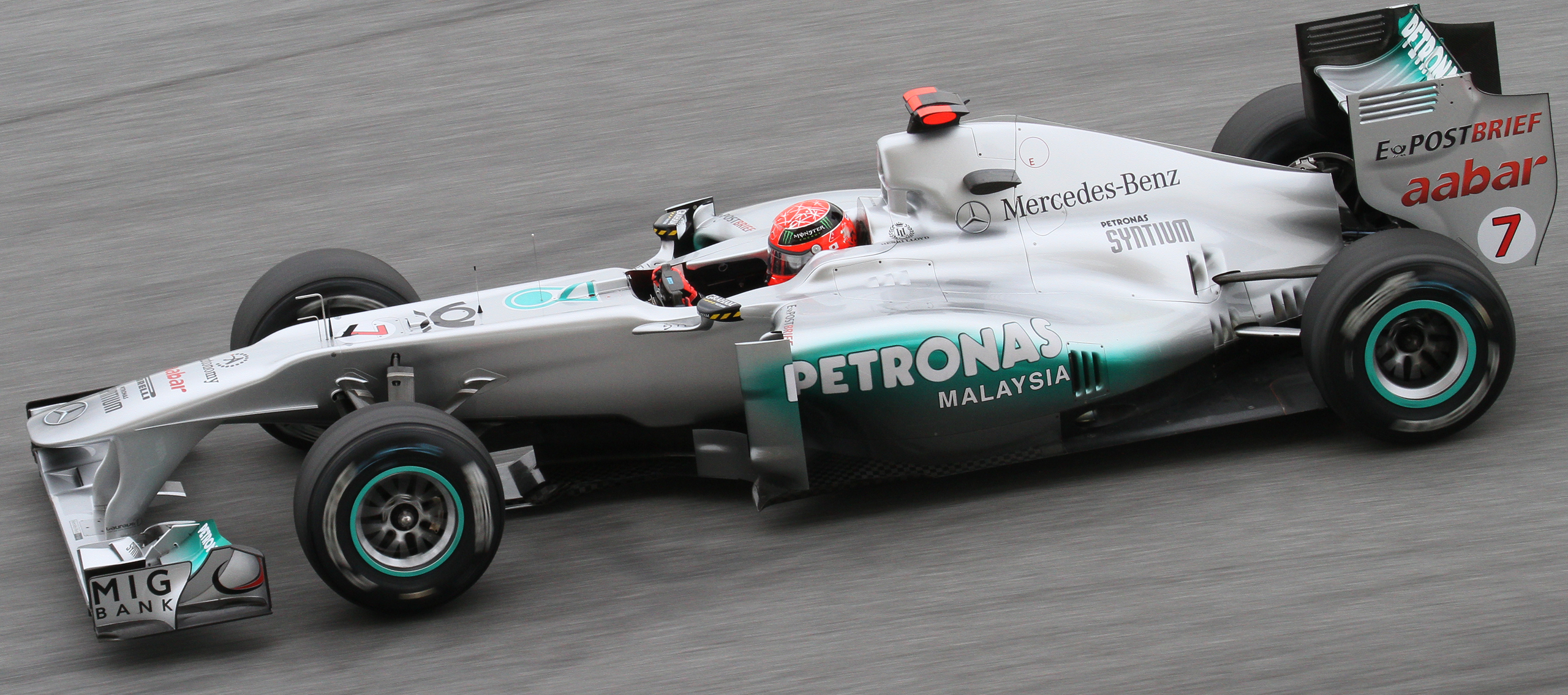
Міхаель Шумахер на Гран-прі Малайзії 2011.

 На Гран-прі Канади Шумахер посів четверте місце,  що стало найкращим результатом для Mercedes.  На Гран-прі Європи Росберг фінішував сьомим, а Шумахер 17 після контакту з Віталієм Петровим. У наступних двох гонках у Гран-прі Великої Британії та Гран-прі Німеччини Росберг і Шумахер обидва набрали очки. На Гран-прі Бельгії Шумахер мав проривався з кінця пелетону — після втрати колеса у кваліфікації — і зміг фінішувати п'ятим, а його напарник Росберг фінішував шостим. Як і у 2010 році команда посіла четверте місце в Кубку Конструкторів, набравши 165 очок без виграшів, подіумів і поулів.

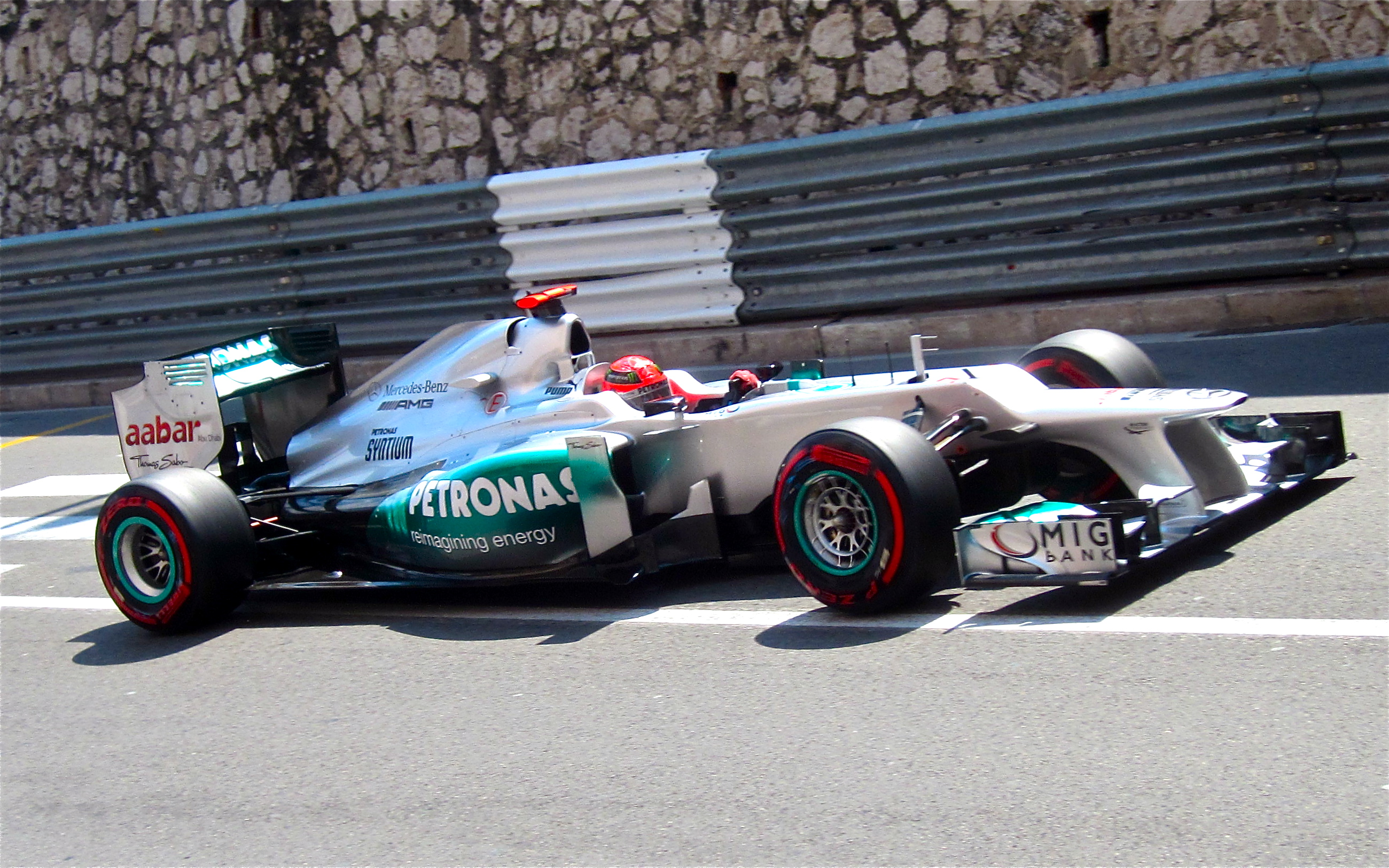
Міхаель Шумахер на Гран-Прі Монако 2012

 У третій гонці сезону 2012 року в Китаї, Росберг зайняв першу поул-позицію для команди, Шумахер завершив сесію третім, але вийшов на друге після пенальті для Льюїса Хемілтона. На цьому гран-прі Ніко Росберг переміг, забезпечивши команді першу перемогу за 57 років. Крім того, Росберг став першим німецьким водієм, що виграв Гран-прі за кермом німецького автомобіля. Цього ж року Шумахер займає третє місце під час Гран-прі Європи. Команда посіла п'яте місце в Кубку Конструкторів, здобувши протягом сезону 142 очка, одну перемогу, два поула та три подіуми.
28 вересня 2012, було оголошено, що гонщик McLaren Льюїс Гамілтон приєднається до команди з 2013 року, підписавши трирічний контракт, і стане напарником Ніко Росберга.

## Спонсори
У грудні 2009 року команда зіткнулася з неприємностями, коли виявилося, що трирічний контракт на спонсорську підтримку, що перевищує 90 мільйонів євро, підписаний Brawn з компанією Henkel в липні виявився недійсним. Henkel стверджує що у них немає інтересу до «Формули-1»; а угода була проведена колишнім керівником спонсорського відділу Henkel. 22 грудня Henkel оголосила що проблеми вирішені, хоча команда продовжить співпрацю у цій справі з німецькою прокуратурою.

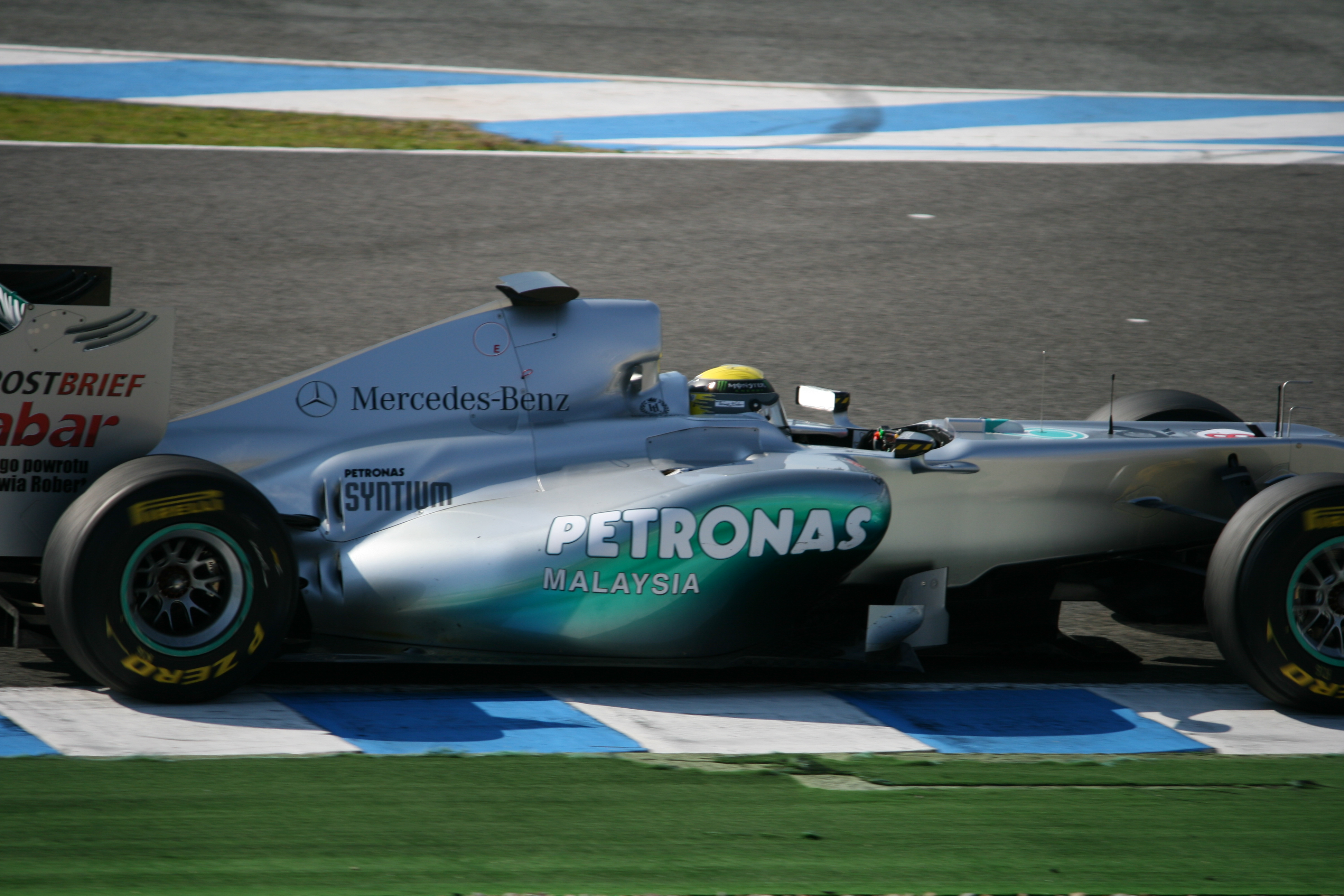
Титульним спонсором команди стає Petronas

 21 грудня 2009 команда оголосила про підписання контракту з малайзійської нафтовою компанією Petronas, яка стала титульним спонсором команди. У 2010 році повною назвою команди буде Mercedes GP Petronas F1 Team. Згідно з деякими повідомленнями, угоду з Petronas приноситиме 30 мільйонів євро щосезону. Разом із призовими від телетрансляцій в 50 мільйонів для Brawn GP за виступи в сезоні 2009 року, бюджет команди без урахування грошей, принесених Mercedes, та інших спонсорських контрактів складе 80 мільйонів євро.
25 січня 2010 була представлена розмальовка команди в штутгартському музеї Mercedes-Benz. На цій презентації також були присутні Росберг і Шумахер. Команда буде брати участь в традиційних срібних кольорах і збереже спонсора MIGfx, який підтримував Brawn GP, а також у числі спонсорів з'явиться інвестиційна група Aabar.
Спонсори: Petronas Malaysia, Autonomy, Aabar, Pirelli, Deutsche Post, MIG BANK, Monster Energy, Henri Lloyd, Graham London.
10 лютого 2020 року Mercedes GP Petronas F1 Team підписав 5-річний контракт з британською компанією INEOS. Цей договір приніс німецькій команді 100 мільйонів фунтів.

## Результати виступів
| 1954                                | Daimler-Benz AG                  | W196                  | M196 2.5 L8                 | C |             | Хуан-Мануель Фанхіо Ганс Геррманн Карл Клінг Герман Ланг                             | Н/Д1  | Н/Д1 |
| 1955                                | Daimler-Benz AG                  | W196                  | M196 2.5 L8                 | C |             | Хуан-Мануель Фанхіо Ганс Геррманн Карл Клінг Стірлінг Мосс Андре Сімон П'єро Таруффі | Н/Д1  | Н/Д1 |
| 1956 – 2009 команда не брала участь |                                  |                       |                             |   |             |                                                                                      |       |      |
| 2010                                | Mercedes GP Petronas F1 Team     | MGP W01               | FO 108X 2.4 V8              | B | 3 4         | Міхаель Шумахер Ніко Росберг                                                         | 214   | 4    |
| 2011                                | Mercedes GP Petronas F1 Team     | MGP W02               | FO 108Y 2.4 V8              | P | 7 8         | Міхаель Шумахер Ніко Росберг                                                         | 165   | 4    |
| 2012                                | Mercedes AMG Petronas F1 Team    | F1 W03                | FO 108Z 2.4 V8              | P | 7 8         | Міхаель Шумахер Ніко Росберг                                                         | 142   | 5    |
| 2013                                | Mercedes AMG Petronas F1 Team    | F1 W04                | FO 108F 2.4 V8              | P | 9 10        | Ніко Росберг Льюїс Гамільтон                                                         | 360   | 2    |
| 2014                                | Mercedes AMG Petronas F1 Team    | F1 W05 Hybrid         | PU106A Hybrid 1.6 V6 t      | P | 6 44        | Ніко Росберг Льюїс Гамільтон                                                         | 701   | 1    |
| 2015                                | Mercedes AMG Petronas F1 Team    | F1 W06 Hybrid         | PU106B Hybrid 1.6 V6 t      | P | 6. 44.      | Ніко Росберг Льюїс Гамільтон                                                         | 703   | 1    |
| 2016                                | Mercedes AMG Petronas F1 Team    | F1 W07 Hybrid         | PU106C Hybrid 1.6 V6 t      | P | 6. 44.      | Ніко Росберг Льюїс Гамільтон                                                         | 765   | 1    |
| 2017                                | Mercedes-AMG Petronas Motorsport | F1 W08 EQ Power+      | M08 EQ Power+ 1.6 V6 t      | P | 44. 77.     | Льюїс Гамільтон Вальттері Боттас                                                     | 668   | 1    |
| 2018                                | Mercedes-AMG Petronas Motorsport | F1 W09 EQ Power+      | M09 EQ Power+ 1.6 V6 t      | P | 44. 77.     | Льюїс Гамільтон Вальттері Боттас                                                     | 655   | 1    |
| 2019                                | Mercedes AMG Petronas Motorsport | F1 W10 EQ Power+      | M10 EQ Power+ 1.6 V6 t      | P | 44. 77.     | Льюїс Гамільтон Вальттері Боттас                                                     | 739   | 1    |
| 2020                                | Mercedes-AMG Petronas F1 Team    | F1 W11 EQ Performance | M11 EQ Performance 1.6 V6 t | P | 44. 63. 77. | Льюїс Гамільтон Джордж Расселл Вальттері Боттас                                      | 573   | 1    |
| 2021                                | Mercedes-AMG Petronas F1 Team    | F1 W12 E Performance  | M12 E Performance 1.6 V6 t  | P | 44. 77.     | Льюїс Гамільтон Вальттері Боттас                                                     | 613.5 | 1    |
| 2022                                | Mercedes-AMG Petronas F1 Team    | F1 W13 E Performance  | M13 E Performance 1.6 V6 t  | P | 44. 63.     | Льюїс Гамільтон Джордж Расселл                                                       | 515   | 3    |
| 2023                                | Mercedes-AMG Petronas F1 Team    | F1 W14 E Performance  | M14 E Performance 1.6 V6 t  | P | 44. 63.     | Льюїс Гамільтон Джордж Расселл                                                       | 409   | 2    |
| 2024                                | Mercedes-AMG Petronas F1 Team    | F1 W15 E Performance  | M15 E Performance 1.6 V6 t  | P | 44. 63.     | Льюїс Гамільтон Джордж Расселл                                                       | 159*  | 3*   |
| Джерело:                            |                                  |                       |                             |   |             |                                                                                      |       |      |

* Сезон триває

## Виноски
1. ↑  Додаткові 139,14 очок — це очки пілотів Mercedes з 1954 по 1955 рік, до заснування Чемпіонату світу серед конструкторів у 1958 році.